# 藤岡幹大
藤岡幹大（日语：／ Fujioka Mikio，1981年1月19日—2018年1月5日），日本吉他手、詞曲作家。出生於兵庫縣南淡路市。

## 經歷
高中畢業後，進入日本MI音樂學校大阪分校。在校時贏得MI音樂學校與《YOUNG GUITAR》主辦的「GIT MASTERS 2000」大獎。2001年畢業。2002年留校擔任超速吉他科（GIT-DX）專任講師，大村孝佳曾是他的學生之一。2005年搬到東京居住，轉任MI音樂學校東京分校講師。
2007年首張音樂專輯《TRICK DISC》發行。2013年起開始擔任BABYMETAL的神樂隊成員。因在神樂隊成員中他的身材特別迷你，被樂迷暱稱為「小神」。他在YouTube和Twitter取的帳號mikio158cm，也開玩笑般加上自己的身高。
2018年藤岡的官方Twitter上發佈了他過世的消息：「結他手藤岡幹大先生於2017年12月30日在觀測天象時，不慎從高處跌落，經過治療，在2018年1月5日夜晚突告病危，在兩個女兒的守護下離世，享年36歲。」。

## 音樂作品

### 專輯
- TRICK DISC（2007年3月21日、Tricycle ENTERTAINMENT）以藤岡幹大 of TRICK BOX的名義發行。

1. 討ち入り前夜
2. 姫路城ver:TRICK BOX
3. 場面転換〜Bass Solo〜
4. HARMONYx
5. トントン拍子 featuring Kiko Loureiro(ANGRA)
6. イメージを持って踏切を渡る
7. 場面転換〜Afria〜
8. AMANITA PANTHERINA
9. girl from...
10. jam with Haruhisa

TRICK BOX
- 藤岡 幹大 - E,Guitar、A,Guitar、Syamisen、Calimba and Voice
- 小川“Ogya”洋行 - E,Bass
- 野口広明 - Drumus

Special Guest
- on“トントン拍子” キコ・ルーレイロ(ANGRA) - E,Guitar
- on“jam with Haruhisa” 内藤晴久 - E,Guitar
- on“姫路城ver:TRICK BOX” 大石 久徳 - Keyboards
- on“イメージを持って踏切を渡る”“場面転換〜Afria〜”and“AMANITA PANTHERINA” 井上 喜臣 - Chorus

### DVD
1. YOUNG GUITAR教則DVD『TRICK BOX：SP〜特製：奏法玉手箱〜』SHINKO MUSIC（日语：シンコーミュージック・エンタテイメント）

### 書籍
1. 吉他五聲音階秘笈〜搖滾與藍調音樂篇〜 （2007年9月27日）
2. . 株式会社シンコーミュージック・エンタテイメント. 2007年12月18日. ISBN 978-4-401-63162-9.
3. 吉他五聲音階秘笈〜硬搖滾/重金屬篇〜（2008年2月22日）
4. 吉他五聲音階秘笈〜所有類別篇〜（2008年3月19日）
5. 吉他五聲音階秘笈（2008/10/22）
6. 超個性的吉他Click秘笈 TRICK BOOK（2009年3月12日）
7. 吉他五聲音階秘笈〜搖滾與藍調音樂篇〜（2009年11月30日）
8. 吉他五聲音階秘笈〜即興演奏入門篇〜（2011年3月25日）
9. 吉他五聲音階秘笈〜技術融合篇〜（2012年10月26日）
10. 吉他五聲音階秘笈〜搖滾與藍調音樂篇〜【改訂版】（2012年12月18日）
11. 吉他五聲音階秘笈〜融合爵士樂篇〜【改訂版】（2013年2月7日）
12. 吉他五聲音階秘笈〜硬搖滾/重金屬篇〜【改訂版】（2013年3月13日）
13. 吉他五聲音階秘笈〜所有類別篇〜【改訂版】（2013年3月28日）
14. 吉他五聲音階秘笈（2013年8月8日）
15. 吉他五聲音階秘笈〜樂手錄音育成篇〜（2013年12月12日）
16. コレを知らずにプロにはなれない ギタリストのルール・ブック（2014年7月17日）

## 參與錄音工作
藝術家
- 加藤ひろあき（日语：加藤ひろあき）『テリマカシ』 （2010年）
- 喜多村英梨 『証×明 -SHOMEI-（日语：証×明 -SHOMEI-）』 （2014年）

「Nonfictionista」
綜合
- SOUND HOLIC 『Metallical Astronomy』 （2010年）

「G.M.T.」
「Demystify The Universe」

## 外部連結
- 藤岡 幹大 - MI音樂學校（日语：Musicians Institute Japan）
- YouTube上的藤岡幹大頻道
- 藤岡幹大的X（前Twitter）
- . GMO Media（日语：GMOメディア）.   [2015-08-18]. （原始内容存档于2009-02-09）.